# أندرياس مانغا
أندرياس مانغا (بالفرنسية: Andreas Manga)‏ (15 أكتوبر 1980 في السنغال - ) هو لاعب كرة قدم سنغالي في مركز الدفاع. لعب مع سانت خيلويزي ونادي لوهافر وبيفيرين.

## وصلات خارجية
- أندرياس مانغا على موقع قاعدة بيانات كرة القدم.إي يو (الإنجليزية)

1. ↑  Journal officiel de la République française (بالفرنسية), ISSN:0242-6773, QID:Q1815103